# Actes des saints Nérée et Achillée
Les Actes des saints Nérée et Achillée sont une œuvre anonyme de la période entre le Ve siècle et le VIe siècle qui raconte des épisodes de la vie et du martyre des saints Nérée et Achillée mais aussi de beaucoup d'autres saints : Domitille, Plautilla, Flavius Clemens, Clément de Rome, Pierre (apôtre), sainte Pétronille, sainte Félicule, saint Nicomède, Marcel de Rome, saints Maron, Eutychès et Victorin, saints Sulpice et Servilien, saintes Euphrosyne et Théodora et Césaire (diacre).

## Origine et éditions
L'œuvre existe dans les langues grecque et latine. Le prologue du texte latin le présente comme traduction du grec et on la considère comme une production du VIIe siècle basée sur un original grec du Ve siècle ou du VIe siècle. L. Schaeffer présente des arguments, considérés persuasifs par Alberto Ferreiro mais rejetés par d'autres, en faveur d'une datation selon laquelle le texte latin serait l'original.
Le titre de la version grecque est Μαρτύριον τοῦ Ἁγίου Νηρέου καὶ Αχιλλέου (Martyre des saints Nérée et Achillée) Le titre généralement employé en latin est Acta SS. Nerei et Achillei (Actes des saints Nérée et Achilée), comme dans les éditions standard de Hans Achelis (1893) et d'Albrecht Wirth (1890).
Le texte grec est accessible dans le site de l'Université de Thessalonique.
Deux éditions antérieures du texte latin existent, dont chacune a été imprimée plusieurs fois :
- L'édition de Laurentius Surius (Cologne 1518)
- L'édition de Godefroy Henschen et Daniel van Papenbroeck, Bollandistes (Anvers 1680)

## Traduction française
En 1903 le moine bénédictin Henri Leclercq a publié, dans son Les Martyrs une traduction partielle des Acta SS. Nerei et Achillei
C'est une traduction assez libre. En parlant de Nérée et Achillée, les Acta disent que la noble dame Domitille avait deux eunuques valets de chambre (eunuchos cubicularios; εὐνούχους κουβικουλαρίους), ce que Leclercq traduit comme « elle avait attaché à sa personne deux serviteurs ». Leclercq réduit à très peu la longue catéchèse de Nérée et Achillée en faveur de la virginité et omet entièrement les objections initiales de Domitille, un échange de vues qui dans le texte grec commence à la page 1 et ne se termine qu'à la page 8, et dans l'édition de Surius occupe presque entièrement 4 des 15 chapitres dans lesquels il divide le texte. Il n'informe pas le lecteur de cette grande omission, bien qu'il indique plus tard qu'il omet autres quatre chapitres de l'édition de Surius.
Dans ce temps les grandes dames à Rome étaient servies par plusieurs eunuques, qui entre autres tâches les portaient de lieu en lieu, comme dit Jérôme de Paula : « On vit cette femme d'une condition si illustre, et qui était portée autrefois par des eunuques, continuer son voyage montée sur un âne ».
En général, les différences entre les éditions des Acta par Surius et par Henschen et Papenbroeck ne sont que verbales, pas de substance. Une des plus grandes concerne ce que Nérée et Achillée auraient dit à propos de leur entrée dans le ménage de Domitille. Dans l'édition de Surius, ils disent que la mère de Domitille nos infantulos emit (nous a achetés, quand nous étions de petits enfants). Dans l'autre édition, ils disent : nos in famulos comparavit (nous a acquis pour être des serviteurs). Les verbes sont divers, et les phrases infantulos et in famulos diffèrent par la présence respectivement des lettres NT et de la lettre M. Le texte grec des Acta a παιδία ἡμᾶς ὑπάρχοντας ὠνήσατο, ce qui correspond à l'édition de Surius. Leclercq met « Plautilla nous avait pris à son service ».

## Résumé du contenu

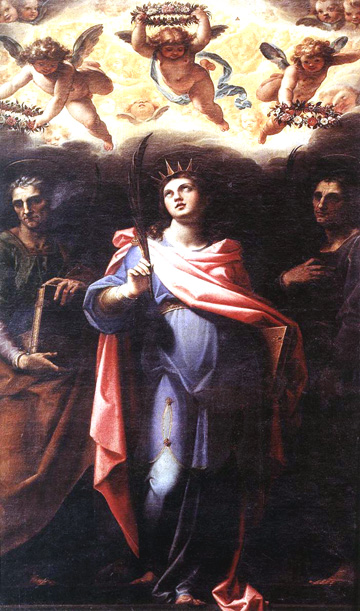
Saints Nérée et Achillée avec Sainte Domitille, huile (1598-99) de Niccolò Pomarancio pour l'église Santi Nereo e Achilleo, à Rome

L'auteur des Acta SS. Nerei et Achillei commence son œuvre en déclarant d'avoir recueilli des martyres (martyria) de sa province et de vouloir traiter d'abord de la hautement noble vierge Domitille, nièce de l'empereur Domitien,,.
Selon les Actes, cette Domitille avait comme eunuques valets de chambre Nérée et Achillée, que l'apôtre Pierre avait gagné pour le Christ. Ceux-ci, en voyant leur maîtresse se vêtir luxueusement pour les noces, lui disent que, si au lieu d'orner tellement son corps en vue du mariage avec Aurélien, le fils d'un consul, elle se mettait à orner son âme, elle pourrait avoir comme époux le Fils immortel de Dieu, le Roi de tous les siècles. Dans des discours qui occupent dans l'édition de Surius les premiers quatre chapitres des Acta, les deux traitent des inconvénients du mariage et les avantages de la virginité,,.
Après avoir initiellement soulevé des objections, Domitille accepte ce qu'ils disent et désire que son vœu de virginité soit consacré par le voilement aux mains de l'évêque saint Clément. Nérée et Achillée vont trouver l'évêque et lui disent qu'ils avaient été acquis comme serviteurs par Plautilla, sœur du consul Clemens, frère germain du père de l'évêque. Plautilla fut convertie au christianisme par l'apôtre Pierre et a fait baptiser aussi sa fille Domitille et ses eunuques chambellans. Dans la même année Pierre mourut martyr et mourut aussi Plautille. Ils expliquent à l'évêque comment ils ont converti leur maîtresse à la vie de la virginité et le font venir chez Domitille et la consacrer. Le fiancé, Aurélien, furieux du refus de Domitille, obtient de l'empereur Domitien que, si elle refuse de sacrifier, elle sera envoyée en exil dans l'île Pontia, dans l'espoir qu'ainsi elle changera son esprit,,.
Ensuite on raconte, dans la forme d'un échange de lettres entre Nérée et Achillée, qui ont accompagné Domitille en exil, et le fils du préfet de la ville de Rome, des histoires concernant les conflits entre Pierre et Simon le Magicien, et concernant la fille de Pierre, Petronilla, guérie et remise en paralysie par Pierre dans le même jour, et qui après, de nouveau guérie, et demandée en mariage par un noble qui s'appelle Flaccus, lui promet de se présenter à lui après trois jours, pendant lesquels elle prie, jeûne et meurt, ainsi qu'elle lui est portée cadavre. Flaccus alors transfert ses attentions à une autre chrétienne, Felicula, mais elle préfère mourir martyre. Flaccus fait périr aussi le prêtre saint Nicomède, pour avoir enterré le corps de Felicula,,.
Nérée et Achillée refusent la demande d'Aurélien de convaincre Domitille de revenir sur son vœu. Alors il les fait transférir à Terracina, où ils sont durement torturés, mais refusent de sacrifier aux idoles, car ils ont été baptisés par l'apôtre Pierre lui-même. Donc on leur tranche la tête. Leur disciple Auspicius vole leurs corps, qu'il enterre à Rome près de la tombe de sainte Petronilla. Uniquement dans ce contexte les Acta se réfèrent à Domitille comme « Flavia Domitilla »,,.
On informe Aurélien que Domitille a avec trois chrétiens (Eutychès, Victorin et Maro) de l'amitié encore majeure qu'avec Nérée et Achillée. Il obtient de l'empereur Nerva que ces trois, s'ils n'acceptent pas de sacrifier aux idoles, lui soient donnés comme esclaves. Après leur refus de sacrifier, il les contraint à faire de durs travaux dans ses propriétés. Là ils font des miracles de guérison et convertissent beaucoup de monde au christianisme. Quant à Maro, pour l'écraser, on lui met sur les épaules une énorme pierre, que soixante-dix hommes pourraient difficilement tirer en utilisant une poulie, mais Maro la porte facilement à l'endroit distant de deux miles où il avait l'habitude de prier, miracle suivi par la conversion et le baptême du peuple de la province. Enfin les trois hommes sont tués,,.
Aurélien emmène Domitille de l'île Pontia à Terracina et la met en contact avec deux sœurs de lait, Euphrosyne et Théodora, et leurs fiancés, Sulpice et Servilien. Influencés par la prédication et les miracles de Domitille, ces quatre se font chrétiens et renoncent au mariage. Aurélien décide user la violence contre Domitille, la fait enfermer dans une chambre à coucher et se met à danser. Il danse pendant deux jours et deux nuits et à la fin tombe à terre et expire. Terrifiés par cet événement tous deviennent des croyants. Mais Luxurius, le frère d'Aurélien obtient de l'empereur Trajan la permission de les contraindre à sacrifier et de punir à volonté ceux qui refuseraient. À Rome il fait trancher la tête à Sulpice et Servilien et ensuite va à Terracine et tue Domitille et ses deux sœurs de lait en mettant le feu à la chambre où elles dorment,,.

## Vues sur la valeur historique desActa
Des Acta SS. Nerei et Achillei Leclercq dit en 1903 que cette œuvre « est tellement farcie de détails sans valeur que l'indulgent Baronius n'a pu s'empêcher de mettre en garde contre une si pauvre composition ». Le martyre des deux saints est certain, comme Leclercq déclare, étant confirmé par les fouilles archéologiques qui ont porté à la lumière leur tombeau et l'inscription du IVe siècle, mais qui ne témoignent pas les histoires légendaires racontées de Nérée et Achillée et des autres personnages mentionnés dans les Acta,,.
Cette composition a été décrite comme fabriquée, apocryphe, fantaisiste, une légende bizarre (qui) ne mérite aucune foi.

Alessandro Carletti dit : 

« Les informations concernant Flavia Domitilla figurant dans la légendaire Passio du Ve – VIe siècle n'ont point de fiabilité : entre autres choses, on y parle de deux « eunuques », Nérée et Achillée, lesquels auraient converti Domitille à la foi chrétienne, pendant que le poème que Damase a consacré aux deux martyrs fait savoir qu'avant leur conversion ils étaient des militaires au service du persécuteur. »

Philippe Pergola dit : 

« La narration est romancée à un point tel qu'il est impossible de lui donner une valeur historique sûre pour toutes les informations qui ne soient déjà vérifiés par ailleurs. Les éléments neufs de ce texte sont pour la plupart contradictoires ou invraisemblables, aussi bien en ce qui concerne Flavia Domitilla que les autres personnages, connus par ailleurs grâce à des documents plus sûrs. »